# Nagyesztergár
Nagyesztergár [naďestergár] (německy Großestergei) je obec v Maďarsku v župě Veszprém, spadající pod okres Zirc. Nachází se asi 1 km severovýchodně od Zirce. V roce 2015 zde žilo 1 156 obyvatel. Dle údajů z roku 2011 tvoří 82,1 % obyvatelstva Maďaři a 13,5 % Němci, přičemž 17,7 % obyvatel se ke své národnosti nevyjádřilo.
Kromě hlavní části jsou součástí obce i osady Stengertanya a Veimpuszta.
Sousedními obcemi jsou Dudar a město Zirc.